# 日语教育
日語教育指針對非日語母語話者的日語教授與學習。即作為第二語言、作為外語的日語教學。

## 概要
日語教育泛指對非日語母語話者（主要為外國人）在日本國內外進行的日語教學與指導。但仍有少數將「國語教育」稱為「日語教育」。
除日本國內，現進行日語教育有134個國家、8個地區，約3,850,000多名學習者、77,000多名教師、18,000多處日語教育機構。
日本國內之日語教育除大學等高等教育機構及日語教育機構（多為日語學校）外，各地區之日語教室等亦可見相關活動。學習者當中，成人約166,000人，兒童約28,000人。
日本國內向國民實施之日語教育通稱為「國語教育」。為與此作出區別，專家學者們提出「日語教育」這一概念。國語（日語）教育採用「學校文法」，日語教育則傾向採用「日本語教育文法」，這種語法體系更容易被非母語學習者所接受。
有關日語教育之研究領域稱為「日語教育學」，屬於教育學研究的一環。近年來，日語教育學蓬勃發展，許多日本的大學相繼設立日語教育研究科和大學本科課程。
常見的日語教育現場如日本的語言學校、各類教育學校、其他國家的日語學校、日語教育單位等。另外針對移民的語言教育也屬於日語教育的一環。

## 日语教育语法
区别于日本本土的日本人学生在学校中使用的“学校语法”体系，面对外国人的日语教育中常用“日语教育语法”（日本语教育文法）体系来进行教学。针对非日语母语者的日语教学，日语教育语法更加简化对语法的归类和说明，方便外国人快速入门。同时提倡从敬体导入学习，方便直接进行实际的语言应用，比起学术研究更加重视日常实用性。在日本本土的日语教学一线通常都采用日语教育语法进行教学。
但针对汉语母语学习者，其母语的优势可能更适合学校语法导入学习。另外学校语法更合适后期对日语的深入研究和日语古文的学习。故对于日语教学一线的日语教育语法应用也有诸多批判。